# Éric van Weddingen
Éric Jean Pierre Martin baron van Weddingen, né le 18 janvier 1948 à Uccle et mort le 26 mars 2024 à Auderghem est un homme politique belge, membre du PRL-FDF-MCC. Il est docteur en droit et licencié en sciences fiscales, ancien avocat et ancien fonctionnaire général. 

## Biographie
Il est le fils de Jean van Weddingen, inspecteur à la Banque nationale, membre de l'armée secrète et prisonnier « Nacht-und-Nebel ». Éric van Weddingen était avocat et fonctionnaire général de profession, il a également été commissaire royal à l'harmonisation et à la simplification de la fiscalité de 1986 à 1987 et secrétaire du cabinet des ministres fédéraux Albert Demuyter et Paul Hatry de 1981 à 1985 et de 1985 à 1988 Secrétaire privé adjoint du ministre wallon Charles Aubecq.

## Fonctions politiques
- Membre du Conseil de la Région de Bruxelles-Capitale :
  - du 18 juin 1989 au 24 novembre 1991
  - du 21 mai 1995 au 13 juin 1999.
- Député fédéral belge:
  - du 27 juillet 1989 au 24 novembre 1991
  - du 14 juillet 1999 au 17 octobre 2000, en remplacement de Jacques Simonet, ministre
  - du 18 octobre 2000 au 10 avril 2003, en remplacement de François-Xavier de Donnea, ministre
- Sénateur du 9 décembre 1991 au 21 mai 1995.
- Ancien Commissaire royal à l'harmonisation et à la simplification de la fiscalité.
- Ancien vice-président du conseil provincial du Brabant.
- Échevin à Woluwe-Saint-Pierre.

## Mandats et anciens mandats
- Membre du comité de gestion de l' ONSSAPL
- Administrateur de
  - Brutele
  - Inter-Régies
  - la Caisse de Retraite des sénateurs
  - la Fondation Prix Lion-Francout
  - l'Office généalogique et Héraldique de Belgique
  - l'Union des Descendants des combattants de 1830 asbl
- Membre du conseil de police Zone de police Montgomery

## Distinctions
- Il est commandeur de l'Ordre de Léopold ;
- Il obtient une concession de noblesse héréditaire avec le titre personnel de baron le 22 mai 2005[2]

## Armes
d'or à trois fers de moulin d'azur, au chef du même chargé de trois étoiles d'or